# Takehito Shimizu
Takehito Shimizu (清水武仁?, Shimizu Takehito; prefettura di Tottori, 28 ottobre 1966) è un chitarrista e produttore discografico giapponese, famoso per essere stato membro degli HΛL.

## Biografia
Nel corso degli anni novanta Shimizu fece parte di numerose band, tra cui JOE-ERK, HYBRID e MAJESTY. Nella seconda metà del 2001 entrò negli HΛL, in sostituzione di Yuta Nakano; con loro pubblicò il loro secondo full-length e gli ultimi tre singoli della band, prima di separarsi dalla band nel 2007 e venire sostituito da Mayuko Maruyama. Da solista collaborò molto con Daisuke Asakura come compositore. Nel frattempo è anche entrato a far parte degli access, come membro di supporto.

## Discografia

### Con gli HΛL

#### Album studio
- As Long as You Love Me (2002)

#### Raccolte
- SINGLES (2003)

#### DVD
- Greatest HΛL Clips: Chapter One (2002)
- One (2002)

#### Singoli
- al di la (2002)
- I'll be the one (2002)
- ONE LOVE／A LONG JOURNEY (2002)